# Guvernementet Saratov
Guvernementet Saratov var ett guvernement i östra Ryssland, bildat 1780 av delar ur Astrachankhanatet.
Det utbreder sig på Volgas högra strand och har en areal av 84 494 km2, med omkring 3 185 400 invånare (1913 beräknad folkmängd), huvudsakligen ryssar, men även ukrainare, tjuvasjer, mordviner, tatarer, kalmucker samt omkring 170 000 tyska kolonister. I norr och efter Volgas lopp i öster är guvernementet bergigt, i söder vidtar stäppen. Bland vattendragen märkas Medvjediza och Choper, bifloder till Don, samt Volgas biflod Terisjka, vilka alla flöt i sydvästlig riktning. Jorden är i allmänhet fruktbar och välodlad svartjord. Endast 12 procent av ytan var skogbevuxen. Betydande var sädesodlingen, särskilt av vete, ävensom tillgången på hampa, kräpp och tobak. En av huvudnäringarna var fisket i Volga. Kvarnar, ylleväverier och (förr) brännvinsbrännerier. Landet, som ännu för något mer än tvåhundra år sedan var en ödemark, blev på Katarina II:s (1762–96) uppmaning koloniserat av tyskar. Guvernementet var delat i 10 kretsar.